# Manfred Schreiterer

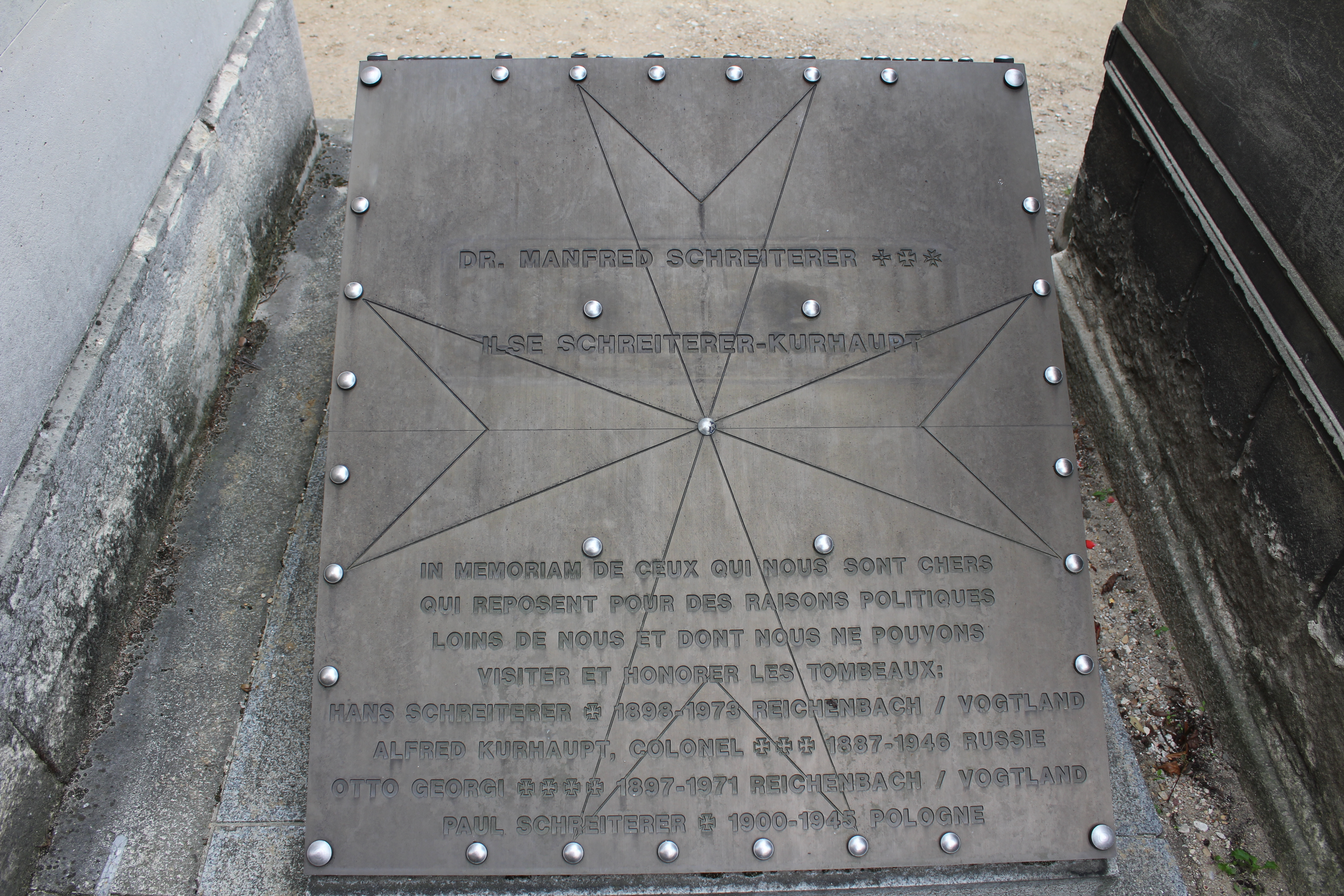
Grab von Manfred Schreiterer

Manfred Schreiterer (* 6. November 1925 in Mylau, Vogtland; † 1. August 2008 in Bremen) war ein deutscher Diplomat.
Schreiterer stammte aus einer Textilunternehmerfamilie aus dem Vogtland. Er studierte Maschinenbau in Berlin, wurde an der dortigen Technischen Universität 1952 mit der Arbeit Das Problem der Messung und der Ausnutzung der Kapazität in der Streichgarn-Spinnereiindustrie zum Dr. rer. pol. promoviert und absolvierte später einen MBA. Er war im diplomatischen Dienst der Bundesrepublik Deutschland und war Ministre conseiller im Auswärtigen Dienst, später Botschaftsrat für Wissenschaft und Technologie in der Ständigen Vertretung der Bundesrepublik Deutschland bei der OECD. In den 1950er-Jahren war er als Wirtschaftsreferent am Generalkonsulat der Bundesrepublik Deutschland in New York tätig.
Manfred Schreiterer erhielt mehrere Auszeichnungen, darunter Rechtsritter des Johanniterordens, Commandeur de Ordre des Palmes Académiques und das Verdienstkreuz 1. Klasse des Verdienstordens der Bundesrepublik Deutschland. Er war Mitglied (Mitgliedsnummer 490324) des Vereins Deutscher Ingenieure (VDI).
Er ist auf dem Friedhof Père Lachaise (1. Division) in Paris begraben.

## Schriften
- 50 Schritte im Herzstück des 20. Jahrhunderts. 1925-1975, Selbstverlag 1975
- Menschwerdung 1925-2000, Selbstverlag 2000